# Ippolito del Donzello
Ippolito (Polito) del Donzello (Firenze, 1456 – Firenze, 1494) è stato un pittore e architetto italiano.
Figlio di Donzello della Signoria e fratello, forse gemello, di Pietro del Donzello. Studia pittura da Neri di Bicci tra il 1469 e il 1473. Nel 1488 insieme al fratello Pietro sono a Napoli, Ippolito, così come il fratello divengono seguaci di Giuliano da Maiano e anch'esso lavora alla Villa di Poggioreale realizzando affreschi. Probabilmente, insieme al fratello, si occupa delle ultimazioni della villa dopo la morte di Giuliano. Molti lavori napoletani sono assegnati a Ippolito, ma non si è sicuri e molto probabilmente è morto appunto a Napoli.

## Fonti
- Ippolito del Donzello su Answers.com, su answers.com.

| Controllo di autorità | VIAF (EN) 95751118 · ISNI (EN) 0000 0000 6883 0765 · Europeana agent/base/43847 · ULAN (EN) 500011511 |